# Arnaldo Caverzasi
Arnaldo Caverzasi (Porto Ceresio, 12 gennaio 1948) è un ex ciclista su strada italiano.
Professionista dal 1970 al 1979, vinse una Coppa Agostoni e due tappe al Tour de Suisse.

## Carriera
Dopo aver ottenunto più di una cinquantina di successi tra allievi e dilettanti, passò professionista nel 1970 con la maglia della Filotex ottenendo subito un successo, in una frazione del Giro di Svizzera. Nella corsa elvetica riuscì a ripetersi l'anno successivo, vincendo la prima tappa e indossando per tre giorni la maglia di leader della classifica generale, chiudendo la manifestazione al quinto posto.
Altri successi significativi li ottenne nel 1973, mettendo le ruote davanti a tutti nella Coppa Agostoni a Lissone, classica del panorama italiano, davanti Giacinto Santambrogio e Franco Bitossi, e nel 1975 vincendo una tappa al Grand Prix du Midi Libre. Fra i piazzamenti, il terzo posto al Giro dell'Umbria nel 1972, il quinto posto al Trofeo Baracchi nel 1973, e i terzi posti nel Gran Premio Industria e Commercio di Prato e al Gran Premio Città di Camaiore nel 1976.
Prese parte a due edizioni del Tour de France, ottenendo un quarto posto nella quindicesima tappa nel Tour de France 1976 e a otto edizioni del Giro d'Italia, sfiorando la vittoria di tappa nel 1973, quando arrivò terzo nella diciassettesima tappa, e nel 1976, quando fu secondo nella decima tappa e terzo nella ventunesima.

## Palmarès
- 1968 (dilettanti)

Circuito di Mede
- 1969 (dilettanti)

Targa Libero Ferrario
Coppa Caduti Nervianesi
Gran Premio Somma
- 1970 (Filotex, una vittoria)

4ª tappa Giro di Svizzera (Arosa > Locarno)
- 1971 (Filotex, due vittorie)

Giro delle Tre Province-Camucia
1ª tappa Giro di Svizzera (Zurigo > Zugo)
- 1973 (Filotex, una vittoria)

Coppa Agostoni
- 1975 (Filotex, una vittoria)

1ª tappa Grand Prix du Midi Libre (Le Barcarès > Narbona)
- 1977 (Scic, una vittoria)

1ª tappa Tour de l'Aude (Carcassonne > Limoux)

## Piazzamenti

### Grandi Giri
- Giro d'Italia

1970: 76º
1971: 66º
1972: 51º
1973: 73º
1974: 62º
1976: 19º
1977: 50º
1978: 64º
- Tour de France

1975: ritirato (18ª tappa)
1976: 44º

### Classiche monumento
- Milano-Sanremo

1973: 71º
1974: 15º
1977: 84º
1978: 26º
1979: 95º